# Клерендон (округ, Південна Кароліна)
Шаблон:StateAbbr_ 33°40′ пн. ш. 80°13′ зх. д. / 33.66° пн. ш. 80.22° зх. д.
Округ Клерендон (англ. Clarendon County) — округ (графство) у штаті Південна Кароліна, США. Ідентифікатор округу 45027.

## Історія
Округ утворений 1855 року.

## Демографія
За даними перепису 
2000 року 
загальне населення округу становило 32502 осіб, зокрема міського населення було 4774, а сільського — 27728.
Серед мешканців округу чоловіків було 15957, а жінок — 16545. В окрузі було 11812 домогосподарства, 8598 родин, які мешкали в 15303 будинках.
Середній розмір родини становив 3,12.
Віковий розподіл населення поданий у таблиці:
| Стать    | До 15 років | 15-21 | 22-29 | 30-39 | 40-49 | 50-65 | 65-85 | Понад 85 |
| -------- | ----------- | ----- | ----- | ----- | ----- | ----- | ----- | -------- |
| Чоловіки | 3414        | 2136  | 1734  | 1831  | 2195  | 2751  | 1775  | 121      |
| Жінки    | 3382        | 1566  | 1365  | 2084  | 2515  | 2991  | 2330  | 312      |

## Суміжні округи
- Самтер — північ
- Флоренс — північний схід
- Вільямсберг — схід
- Берклі — південний схід
- Оранджберг — південний захід
- Калгун — захід

## Виноски
1. ↑  U.S. Decennial Census. United States Census Bureau. Архів оригіналу за 26 квітня 2015. Процитовано 16 березня 2015.
2. ↑  Historical Census Browser. University of Virginia Library. Архів оригіналу за 11 Серпня 2012. Процитовано 16 березня 2015.
3. ↑  Forstall, Richard L., ред. (27 березня 1995). Population of Counties by Decennial Census: 1900 to 1990. United States Census Bureau. Архів оригіналу за 2 Лютого 2015. Процитовано 16 березня 2015.
4. ↑  Census 2000 PHC-T-4. Ranking Tables for Counties: 1990 and 2000 (PDF). United States Census Bureau. 2 квітня 2001. Архів оригіналу (PDF) за 18 Грудня 2014. Процитовано 16 березня 2015.
5. ↑  State & County QuickFacts. United States Census Bureau. Архів оригіналу за 8 Липня 2011. Процитовано 22 листопада 2013.(англ.) Наведено за англійською вікіпедією.
6. ↑  American FactFinder. Бюро перепису населення США. Архів оригіналу за 29 липня 2011. Процитовано 31 січня 2008.

| США | Це незавершена стаття з географії США. Ви можете допомогти проєкту, виправивши або дописавши її. |